# 호라산 부대
호라산 또는 호라산 부대는 시리아에서 활동 중인 알카에다 휘하의 무장단체이다. 이 단체는 테러리스트 목록에 있는 전사들로 구성된 것으로 알려져 있으며 시리아 내에서 알카에다의 공식 휘하 단체인 알누스라 전선과 협력하고 있다. 2014년 9월 18일 워싱턴 D.C.에서 수집한 정보에 따라 제임스 클래퍼는 본토에 대한 위협에 관해 호라산은 ISIL만큼 큰 위험을 초래할 수 있다고 주장했다.
호라산이라는 용어는 2014년 9월 뉴스에서 처음 언급되었지만 미국 정부는 2년 간 집단을 추적해 온 것으로 알려졌다. 2014년 11월 용어는 정치적 표현에서 사라졌다. 호라산이 표현한 위협이 미국의 시리아 내전 개입에 대한 공공적 지지를 공격하기 위한 것으로 보고 있으며 몇몇은 호라산이 존재하는 지에 대해 궁금해하고 있다.

## 이름
호라산은 우즈베키스탄, 이란, 투르크메니스탄, 아프가니스탄의 일부와 상응하는 역사적인 지명이다. 단체의 지명은 호라산 슈라의 고위관료와 이 지역에서 온 알카에다의 지도자들로부터 결정되었다. 이라크와 시리아의 미군 지휘를 담당하는 미국 국방부 소속의 미국 중부 사령부는 단체의 이름이 2014년 11월 6일 "미국 및 서구 동맹국들에 대한 공격을 준비하고 전사와 돈을 모으며 훈련 기술을 배우는 것을 공유한 알카에다 및 알누스라 전선의 핵심 극단주의자들과의 연결망을 언급하기 위해 사용된 용어" 라고 설명했다.

## 회원
호라산은 다양한 국가에서 온 성전주의자들로 구성된 매우 작은 수십 명의 전사를 보유한 단체로 묘사되고 있다. 이 단체는 알카에다 핵심 회원들로 구성되어 있을 것이라고 보는데, 이것은 아프가니스탄 전쟁 이후 파키스탄으로 이동한 알카에다 고위층이 다수 있다는 것을 의미한다. 미국 측 자료들은 호라산 단체의 회원이 50명 정도라고 시사하고 있다. 미국의 민간항공기들을 목표로 삼기 위해 호라산 단체의 회원들은 이브라힘 알아시리를 비롯한 알카에다 아라비아 반도 지부를 비롯한 예멘의 폭탄제조자들과 함께 일했을 것이라고 보고 있다. 다른 회원은 프랑스인인 데이비드 드루지온으로, 그 또한 폭탄제조자로써 일했던 것으로 사료된다.
미국 공식 자료에서는 모하메트 이슬람불리가 단체를 이끌고 있다고 이야기했다. 그는 1981년 안와르 사다트에 의해 암살된 칼리드 이슬람불리의 형제이기도 하다. 고위 지도자인 무신 알파드히는 아프가니스탄 전쟁  이후 이란을 갔으며 2015년 7월 시리아에서 미국의 공습으로 사망했다. 그는 또한 호라산의 대외 작전을 맡고 있었다. 호라산의 다른 회원인 아부 유수프 알투르키는 2014년 9월 23일 시리아에서 미국의 공습으로 인해 사망한 것으로 알려졌다. 몇몇 호라산 단체의 회원들은 늑대 집단이라 알려진 알누스라 전선의 엘리트 저격부대원들이라고 알려졌다.